# Walter Arciprete
Walter Dario Arciprete (25 de junio de 1979, Arroyo Seco, Santa Fe) es un nadador argentino de estilo pecho y combinado. Participó en los Juegos Olímpicos de Sídney en representación de la Argentina. Arciprete compitió en los 200 m combinado, logrando un tiempo de 2:08.89 que lo ubicó en la posición 45. Es actualmente plusmarquista nacional.
Hasta la fecha es Dueño Absoluto del Récord Argentino en 50 m pecho en pileta de 25 m.

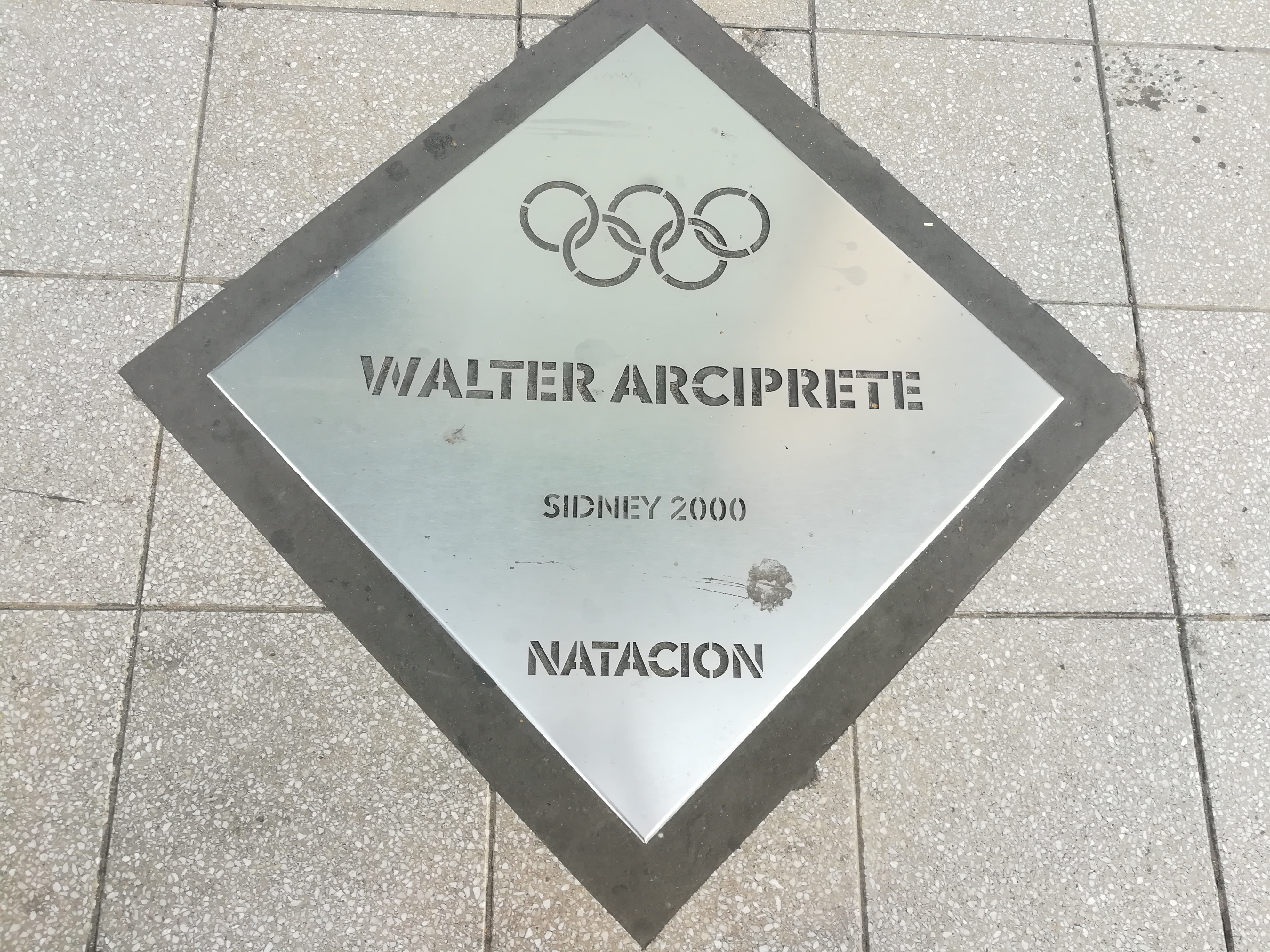
Placa homenaje a Arciprete en el Paseo de los Olímpicos de Rosario.

## Experiencia Deportiva
Año 1997
- Campeón de la República en 200 m pecho, 200 Combinados y subcampeón en 100 m pecho.
- Campeonato Sudamericano Juvenil ( Colombia). Subcampeón en 100 m pecho.
- Campeón  Argentino en  50,  100,  200 m pecho y en 200 m combinados.   En los 200 m pecho realizó una marca de 2’ 18’ 77, lo que constituyó un récord nacional de categoría y estableció así la segunda mejor marca histórica del país.
- Premio Revelación Diario Clarín, Luna Park, Bs. As.

Año 1998
- Campeonato Sudamericano Venezuela. Cuarto puesto en 100 y 200 m combinados
- Torneo Gran Prix Arena-Italia. Integrante del Seleccionado Argentino
- Copa del Mundo-Brasil. Integrante del Seleccionado Argentino

Año 1999
- Múltiple Campeón Argentino en 50, 100 y 200 m pecho y en 200 m combinados.
- Copa Latina Isla Guadalupe. Integrante del Seleccionado Argentino.

Año 2000
- Múltiple Campeón Argentino n 200 m pecho y 200 m combinados.
- Mundial de Pileta Corta, Atenas-Grecia.  Integrante del Seleccionado Argentino.
- Campeonato Sudamérica, Mar del Plata- Bs. As. Subcampeón en 200 m combinados.
- Juegos Olímpicos Sídney 2000, Australia.- Integrante del Equipo Olímpico Argentino.

Año 2001
- Múltiple Campeón Argentino en 50 m pecho y subcampeón en 200 m combinados, 100 y 200 m pecho

Año 2002
- Múltiple Campeón Argentino en 50 m pecho y subcampeón en 200 m combinados, 100 y 200 m pecho
- Campeón Argentino en Posta 4 x 100  Combinados con récord argentino.
- Torneo Internacional S.U.T.E.R, 1.er. Puesto en 50 m pecho, elegido como Mejor Marca Técnica.

Año 2003
- Toma de tiempo, Mar del Plata. Obtuvo el Récord Argentino Absoluto en 50 m pecho.
- MúltipleCampeón Argentino en 50, 100 m pecho y 200 m combinados. Mejor Marca Técnica.
- Toma de tiempo en Santa Fe, Obtuvo el Récord Argentino Absoluto en 50 y 100 m pecho.

Año 2004
- Múltiple Campeón Argentino en 50, 100 m pecho y 200 combinados. Nuevo récord argentino en 50 m pecho.

Año 2007
- Liga Nacional de Natación. Integrante del equipo de natación del club River Plate (Meolans, Fiorilli, Otero, Melconian y Arciprete). Resultando dicho club Campeón de la Liga Nacional.
- Posta 4  x 50 m combinados integrada x Otero,  Arciprete, Cabanac y Meolans, obteniendo récord sudamericano después de 40 años que una posta argentina no lograba dicho récord;  quedando en el 2º puesto a nivel mundial en postas por clubes.

Año 2008
- Campeón argentino en 50 m pecho y posta 4 x 100 Combinados.
- Campeonato Sudamericano San Pablo, Brasil- 3.er puesto en 50 y 100 m pecho.
- Campeonato Mundial Mánchester, Inglaterra. Integrante del Seleccionado Argentino, obteniendo el 18º puesto en 50 m pecho
- Copa Latina, San Marino. Integrante del Seleccionado Argentino.obteniendo el 3 puesto en 50 m pecho